# 30-мм пушка 2А42
30-мм пушка 2А42 — советская автоматическая пушка конструкции А. Г. Шипунова и В. П. Грязева, предназначена для поражения живой силы, легкобронированной техники и воздушных низколетящих целей.
При отстреле всего боекомплекта (500 патронов) пушка не нуждается в промежуточном охлаждении. Стрельба возможна одиночным и автоматическим огнём, большим и малым темпом. Боепитание — селективное из двух патронных ящиков, снаряжаемых патронами с бронебойными и осколочно-фугасными снарядами.
Пушка разработана АО «КБП», производится на Тульском машиностроительном заводе (Туламашзавод).
Помимо Российской Федерации пушку 2А42 изготавливают в Болгарии «Арсенал», в Индии для БМП Sarath (БМП-2), и в Словакии для также выпускавшейся (1987-1989) здесь по лицензии БМП-2. В Чехословакии машина носила обозначение BVP-2.

## Применение
Пушка устанавливается на боевых бронированных машинах БМП-2, БМД-2, БМД-3, БТР-90, БМПТ, на вертолётах Ка-29, Ка-50, Ка-52, Ми-28, бронекатерах «Гюрза», БРДМ 2Т.
Южноафриканское отделение корпорации BAE Systems разработало и успешно испытало дистанционно управляемую турель (боевой модуль) TRT-R30 для оснащения бронированных машин, использующую установку 30-мм автоматической пушки 2А42.
В ноябре 2023 г. в Белоруссии прошли стрельбовые испытания БТР V2 с необитаемым модулем БМ30.2, в состав которого входит 2А42.

## ТТХ

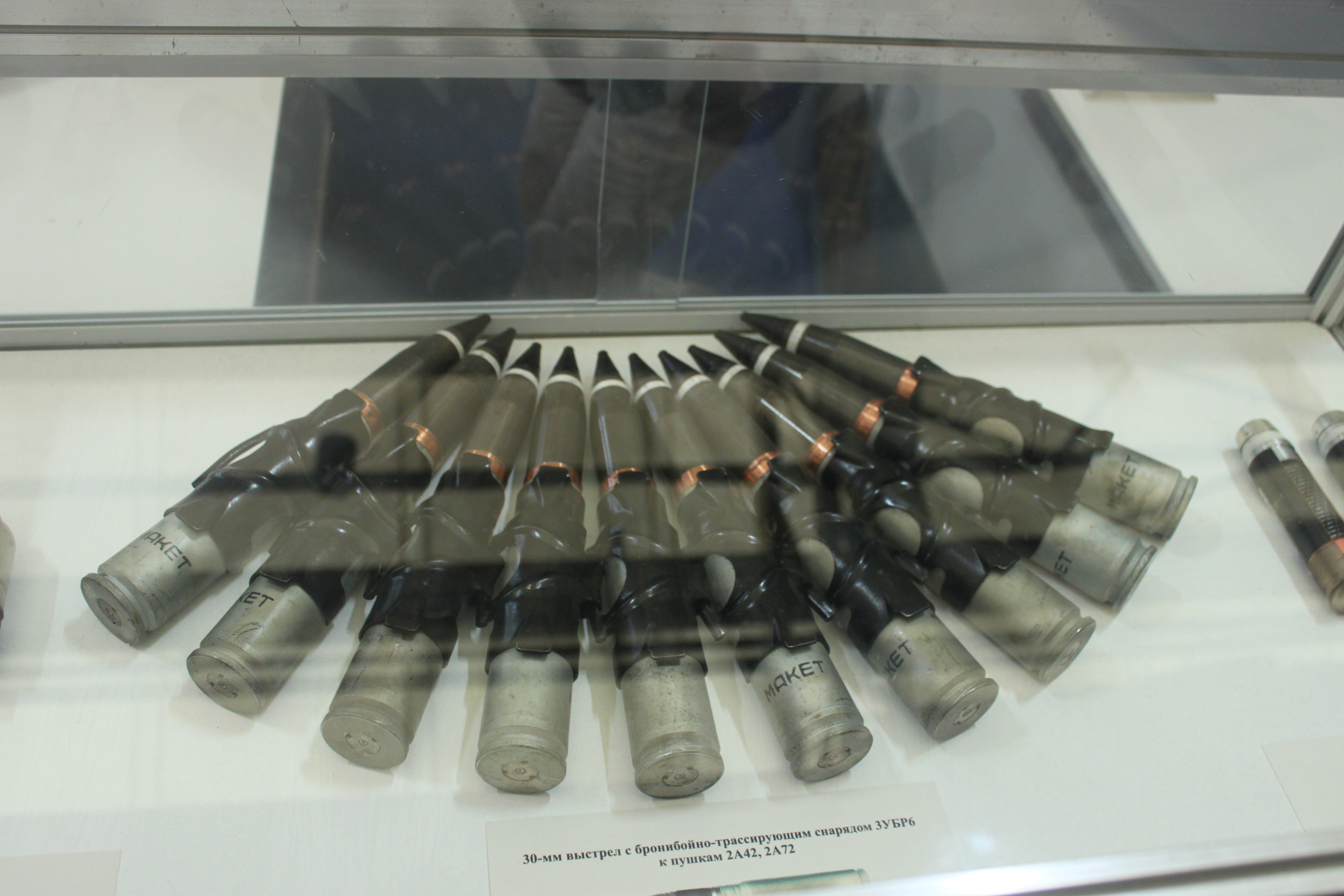
Снаряды 30×165 мм в звенчатой ленте.

Пушка обладает следующими тактико-техническими характеристиками:
- тип оружия: одноствольная автоматическая пушка;
- калибр: 30 мм;
- патрон: 30×165 мм;
- энергия: 150—180 кДж;[4]
- принцип действия автоматики: газоотвод;
- длина: 3027 мм;
- длина ствола: 2400 мм (80 калибров);
- число нарезов: 16;
- шаг нарезов: 715,5 мм;
- масса полная: 115 кг;
- масса ствола: 38,5 кг;
- темп стрельбы: 550 и 200—300 мин−1;
- усилие отдачи: 40—50 кН (4000—5000 кгс);
- начальная скорость бронебойного трассирующего (БТ) снаряда: 970 м/с;
- начальная скорость бронебойного подкалиберного снаряда (БПС) индекс «Кернер»: 1120 м/с;
- напряжение питания электроспуска и контактора от источника постоянного тока: 27 В;
- питание пушки: двухленточное;
- перезарядка: пиротехническая и ручная;
- усилие ручной перезарядки: до 400 Н (40 кгс);
- усилие ручной перезарядки с извлечением осечного патрона: до 600 Н (60 кгс);
- количество пиропатронов: 3 шт.;
- способ воспламенения заряда: ударным действием;
- управление стрельбой: дистанционное от электроспуска и механическое;
- диапазон рабочих температур: от −50 до +50 °C;
- живучесть ствола: 6000 выстрелов (до 1995), 9000 (после 1995)[5]
- техническое рассеивание при стрельбе: 0.4 — 0.5 тыс. дальности[6], 1 — 2 на стрелять из НППУ-80, 5 — 8 на стрелять из НППУ-28[7][8][9] (0,3-0,4 миллирадиан у систем «Бушмастер II» и «Бушмастер III», 4-8 у М230)[10]
- эффективная дальность стрельбы:
  - по живой силе — до 4000 м;
  - по легкобронированной технике — до 1500 м;
  - по воздушным целям — до 2000 м (с дозвуковыми скоростями и наклонной дальностью до 2500 м).

## Производство
- - "Научно-технический комплекс «Завод точной механики» (ЗТМ, г. Каменец-Подольский) производит нелицензионную копию под наименованием 30-мм автоматическая пушка ЗТМ-2[11]
  - КБ «Артиллерийское вооружение» выпускает ствол к орудию под наименованием 30-мм ствол автоматической пушки КБ.113 (2А42)[12]

## Боеприпасы

### История создания

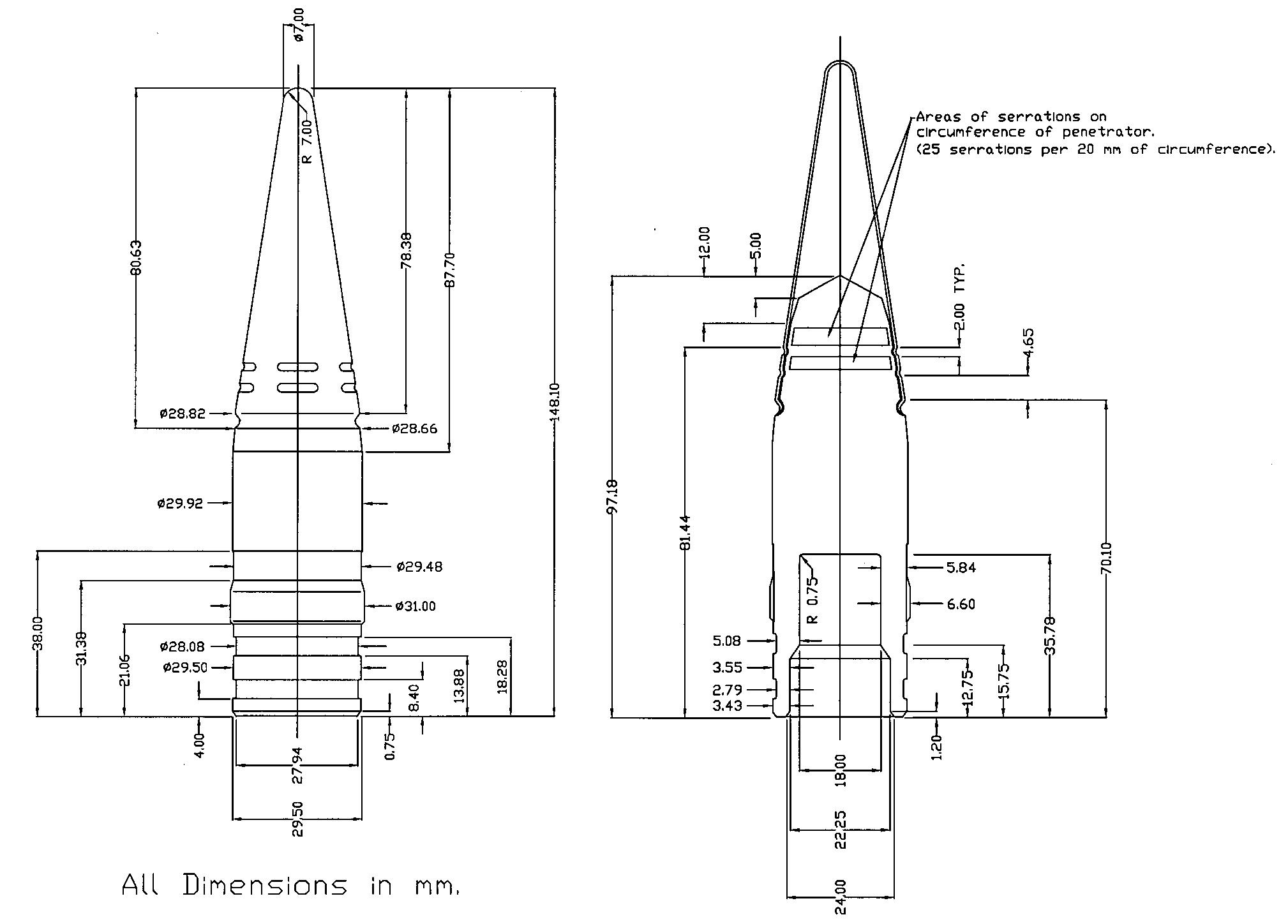
Чертёж БТ-30 — основной тип бронебойного снаряда автоматической пушки 2А42. Из справочника Projectile and Warhead Identification Guide—Foreign NGIC-1143-782-98 РУ СВ США.

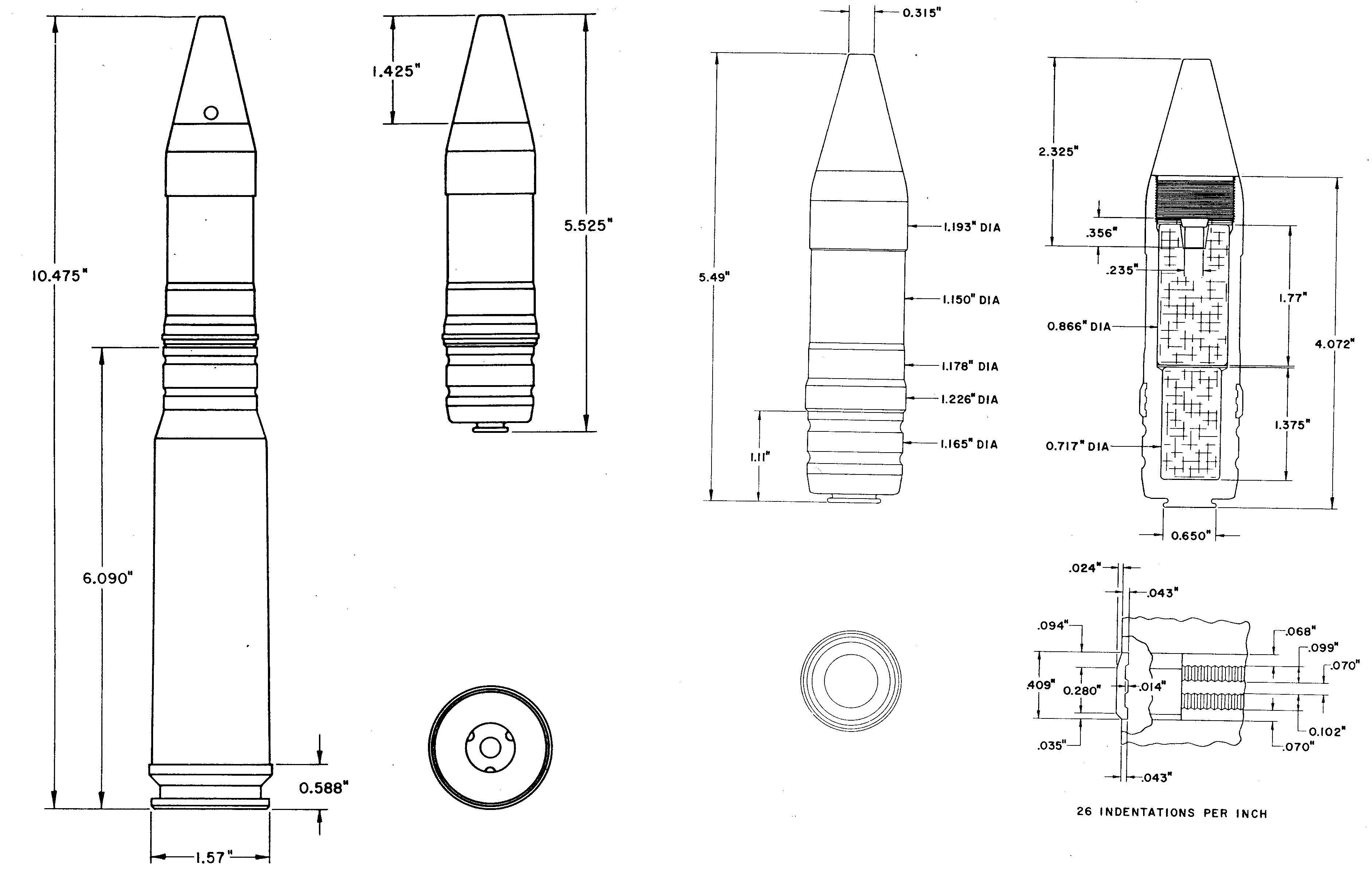
Патрон с ОФЗ снарядом пушки 2А42. Из справочника Projectile and Warhead Identification Guide—Foreign NGIC-1143-782-98.

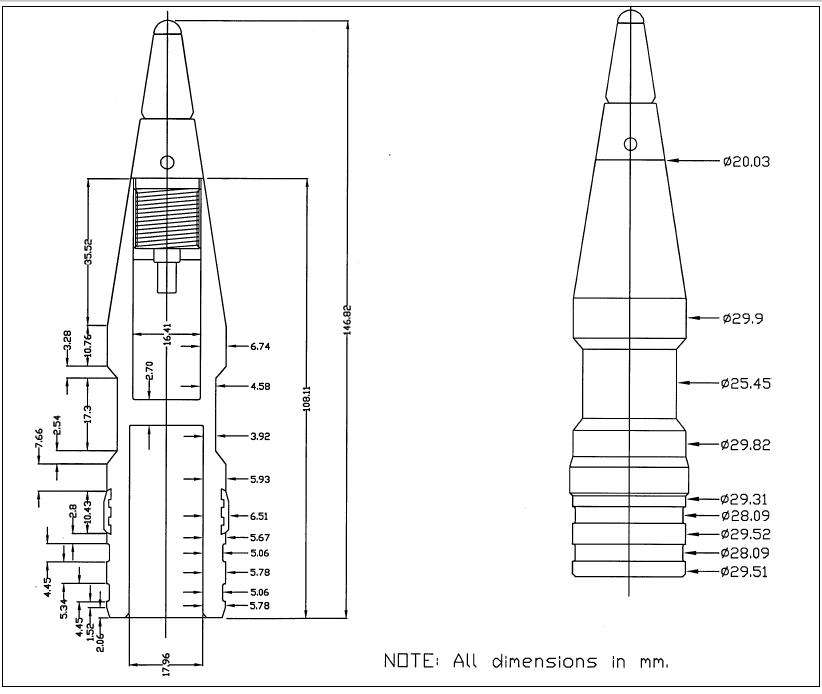
Чертёж осколочно трассирующего снаряда пушки 2А42. Из справочника Projectile and Warhead Identification Guide—Foreign NGIC-1143-782-98.

30-мм снаряд (30×165 мм) был разработан в СССР в середине 1970-х годов в качестве межвидового патрона, для использования в 30-мм артиллерийских системах сухопутных войск (СВ), военно-морского флота (ВМФ) и военно-воздушных сил (ВВС), создававшихся на базе этого снаряда. Снаряд в период его разработки носил индекс АО-18. Расчётное давление выстрела 3600 атм. Несмотря на запланированную унификацию, различные требования, выдвинутые видами ВС к собственным 30-мм системам, в итоге привели к тому, что патроны СВ, ВМФ и ВВС не являются взаимозаменяемыми..
В состав боекомплекта пушки 2А42 с момента её принятия на вооружение и по настоящее время входят три основных типа снарядов: с бронебойным трассирующим (БТ); с осколочно-фугасным зажигательным (ОФЗ); и с осколочно-трассирующим (ОТ) снарядами, см. чертежи. Уже в первой половине 1980-х годов 30-мм система 2А42 с цельнокорпусным бронебойным снарядом оказалась практически неэффективной при работе по базовым БМП НАТО «Мардер 1» (боевая масса 29,2 т) и М2А1 «Брэдли» (боевая масса 22,6 т), толщины стального эквивалента в лобовой проекции которых достигли (позднее превысили) 70 мм.

### Зарубежные разработки
В результате динамичного развития во второй половине 1990-х годов боевых бронированных машин лёгкой категории наблюдается существенное повышение уровня защищённости БМП, БТР, БРМ и др. Уровень защиты лобовой проекции (в эквивалентных толщинах стальной брони) БМП стран НАТО с боевой массой 26…28…30 т в 1990-е годы достиг и превысил 100 мм, что практически исключило возможность поражения указанной бронетехники на тактических дистанциях стрельбы бронебойным подкалиберным снарядом 30-мм систем. Непоражаемость машин этой категории на тактической дистанции Д=500 м задана требованиями Уровня 6 STANAG 4569.
К началу 2000-х годов фирма Oerlikon, в настоящее время Rheinmetall Waffe und Munition (RWM Schweiz) разработала и предложила для бывших стран-участников Варшавского договора, сохранивших на вооружении носители пушек 2А42 и 2А72, 30-мм патрон с оперённым подкалиберным снарядом РМС303, используя швейцарскую технологию конструирования пластикового поддона из композита на основе термостойкого термопластичного полимера.
БОПТС патрона РМС303 является адаптированным вариантом (к отечественной гильзе 30×165 мм меньшего объёма) оперённого снаряда PMC287 стандартного патрона НАТО 30×173 мм за счёт соответствующего уменьшения размеров и массы полётной части. Начальная скорость оперённого снаряда массой 195 г составляет 1325 м/с, бронепробитие — 47 мм (стальной катаной гомогенной брони) под углом 60° на дальности 1 км.
В 2005 году бельгийская фирма Mecar (в настоящее время, с мая 2014 года, дочерняя структура NEXTER Systems S.A., Франция), имеющая опыт создания бронебойных подкалиберных снарядов с сердечником повышенного удлинения из вольфрамовых сплавов в калибрах от 25 до 120 мм, разработала новый 30-мм патрон M929 с БОПТС к пушкам 2А42 и 2А72.
По параметрам бронепробития боеприпас M929 превосходит аналогичные 30-мм патроны «Эрликон» PMC303 и IHLA (Словакия). Благодаря новому метательному заряду из одноосновного пороха марки ECL (Nitrochemie Wimmis AG), повышенному удлинению сердечника M929 и наличия проворачивающегося пояска достигнуты следующие показатели бронепробития: 55 мм/60°/1000 м и 45 мм/60°/2000 м. Показанные параметры бронепробития бельгийского боеприпаса, по-видимому, являющиеся предельными для системы, используются на Западе в качестве исходных данных при анализе эффективности действия 30-мм пушек 2А42 и 2А72 по бронированным целям.
| Номенклатура боеприпасов         |                      |                           |             |                   |                                 |                                                      |                           |
| Индекс выстрела                  | Страна-производитель | Масса снаряда, г          | Масса ВВ, г | Масса выстрела, г | Начальная скорость снаряда, м/с | Среднее максимально давление пороховых газов, кг/см² | Бронепробиваемость, мм/м  |
| Бронебойные                      |                      |                           |             |                   |                                 |                                                      |                           |
| 3УБР6                            | Россия               | 400                       | —           | 858               | 970                             | 3600                                                 | 20/700                    |
| 3УБР8                            | Россия               | 304                       | —           | 765               | 1120                            | 3600                                                 | 27/1000                   |
| M929                             | Бельгия              | 220                       | —           | 675               | 1275                            |                                                      | 55/1000; 45/2000          |
| AP-T BT                          | Болгария             | 400                       | —           | 853               | 960—980                         |                                                      |                           |
| IHLA                             | Словакия             | 185                       | —           | 650               | 1370                            |                                                      | 45/1000; 38/2000          |
| AP-T                             | Чехия                |                           | —           |                   |                                 |                                                      | 18/1000                   |
| PMC 303                          | Швейцария            | 195                       | —           | 663               | 1325                            |                                                      | 47/1000                   |
| PMC 304                          | Швейцария            | 235                       | —           |                   | 1220                            |                                                      |                           |
| ЗУБР11                           |                      | предположительно, 190—210 | —           | 800               |                                 |                                                      | Предположительно, 50/1000 |
| Осколочно-фугасные зажигательные |                      |                           |             |                   |                                 |                                                      |                           |
| 3УОФ8                            | Россия               | 389                       | 49          | 837               | 960                             | не более 3600                                        | —                         |
| HEI OF                           | Болгария             | 389                       | 49          | 833               | 940—960                         |                                                      | —                         |
| JOSv HE-T                        | Словакия             |                           | —           |                   |                                 |                                                      |                           |
| Осколочно-трассирующие           |                      |                           |             |                   |                                 |                                                      |                           |
| 3УОР6                            | Россия               | 385                       | 11,5        | 830               | 960                             | не более 3600                                        | —                         |
| HE-T OT                          | Болгария             |                           | 12,3        | 833               | 960                             |                                                      | —                         |

| Таблица бронепробиваемости боеприпасов бронебойного действия пушки 2А42 |     |     |     |      |      |      |
| Снаряд / Расстояние, м | 100 | 200 | 500 | 1000 | 1500 | 2000 |
| БТ цельнокорпусной 30×165 мм индекс 3УБР6 |     |     |     |      |      |      |
| (угол наклона 60°, гомогенная броня) | 40  | 35  | 25  | 18   | 15   | 10   |
| БП «Кернер» 30×165 мм индекс 3УБР8 |     |     |     |      |      |      |
| (угол наклона 60°, гомогенная броня) | 45  | 40  | 33  | 28   | 25   | 22   |
| БОПС 30×165 мм Oerlikon РМС303 |     |     |     |      |      |      |
| (угол наклона 60°, гомогенная броня) |     |     | 51  | 47   | 43   | 38   |
| Бронепробиваемость под углом 60° (от нормали к поверхности брони) указана в толщинах катаной стальной брони. Для РФ — стальная броня повышенной твёрдости (англ. High Hardness Armor), для НАТО — броня средней твёрдости (англ. Rolled Homogeneous Armor). |     |     |     |      |      |      |

### Сноски
1. ↑  Пробивная способность бронебойных подкалиберных снарядов указана при стрельбе по гомогенной стальной броне под углом (от нормали) 60°.

1. ↑   По истории развития, унификация столь же хороша в теории, столько плоха на практике. В результате принятого Управлением вооружений Минобороны решения по созданию единого патрона, оказалась существенно занижена мощность сухопутного патрона (ограничениями по длине гильзы, массе метательного заряда, расчётному давление выстрела), в результате патрон по баллистике заметно уступает стандартному сухопутному патрону НАТО 30×173 мм. (С новым разработанным БПС 3УБР11, эта проблема смягчилась, хотя буквальный TTX по-прежнему имеет небольшой разрыв производительности) Напротив для вооружения вертолётов патрон оказался перетяжелён (относительно патрона распространённой в НАТО системы М230), как и сама сухопутная пушка 2А42, следствием является во много раз меньший возимый боекомплект, хотя снаряды 30 × 113 мм имеют меньшую массу, заполнение ВВ и эффект осколков по сравнению с 30 × 165 мм